# Editha Koffer-Ullrich
Editha Koffer-Ullrich (* 1904; † 1990) war eine österreichische Geigerin und Musiktherapeutin.

## Leben
Koffer-Ulrich gilt als erste klinische Musiktherapeutin Wiens. Sie wurde in Medizin promoviert und wurde Psychiaterin. In ihr und dem Präsidenten der Wiener Musikakademie Hans Sittner weckte sich „das Interesse an amerikanischen Erfahrungen in M., welche dort an Kriegsveteranen und auch im zivilen Sektor angewandt wurde“. 1956 bildete sie sich in den Vereinigten Staaten, „in Boston und an mehreren Kliniken“, zur Musiktherapeutin aus. Sie kehrte nach Österreich zurück, wo sie als Musiktherapeutin an einer pädiatrischen Klinik unter der Leitung von Andreas Rett sowie an einer von Hans Hoff geleiteten psychiatrischen Klinik.

„Editha Koffer-Ullrich, die ganz am Anfang steht, hält ihre Geige in den Krankenhausalltag – und hat noch eine Hand frei für den Mythos, dass Klänge das Gleichgewicht disharmonisch gewordener Menschen wieder herstellen können.“

1958 gründete Koffer-Ullrich die Österreichische Gesellschaft zur Förderung der Musikheilkunde; 1959 ein musiktherapeutisches Trainingsprogramm wurde in Zusammenarbeit mit der Wiener Musikakademie unter der Direktion von Hans Sittner organisiert, und Koffer-Ullrich wurde Leiterin des neuen Kurses, die eine Generation von Wiener Musiktherapeuten bildete: Die „Wiener Schule der Musiktherapie“
In den 1960er Jahren bildeten sich international zwei Konzepte der Musiktherapie heraus: eine eher geisteswissenschaftliche, weniger praxisbezogene Schule einerseits, und eine andere eher naturwissenschaftliche, „klinische“ Tradition, der Koffer-Ullrich angehörte.

## Schriften (Auswahl)
- Musiktherapie in Österreich. In: Wiener Ärztezeitung, 20 (6), 1965, S. 547–550.